# Cappella dell'Annunziata (Cori)
La cappella dell'Annunziata, talvolta anche chiamato oratorio dell'Annunziata, è una cappella ubicata a Cori.

## Storia
La cappella fu costruita nel 1411 per volere del cardinale Pedro Fernández de Frías, poco distante da porta Romana, fuori le mura, lungo la strada che congiungeva Cori con la pedemontana, la quale permetteva di raggiungere Roma e Velletri a seguito dell'impaludamento dell'Appia; la cappella apparteneva alla vicina chiesa di San Silvestro, dedicata successivamente al Santissimo Crocifisso, a sua volta facente parte di un complesso agostiniano. Alla morte del cardinale nel 1420 i lavori non erano ancora conclusi, soprattutto nelle decorazioni: questi furono portati avanti da altri due cardinali, Alfonso Carrillo de Albornoz e Juan Cervantes de Llora, con l'aiuto del nobile Juan de Tovar, come testimoniato negli affreschi dei lori stemmi e da quello della corona di Castiglia, luogo originario della loro provenienza. Ai lavori si affiancò anche il Comune di Cori, che provvide alla realizzazione dell'affresco della controfacciata nel 1430. La cappella divenne quindi il luogo dove sostavano i magistrati provenienti da Roma per giurare fedeltà agli statuti locali prima di essere ammessi dentro le mura.

## Descrizione
Alla cappella si accede tramite una scalinata; la facciata è caratterizzata dallo stemma dell'antico Comune di Cori che partecipò alla realizzazione dei lavori, privo della colorazione delle tessere, persa nel tempo, in stile cosmatesco, e da una mensola in calcare posta sopra l'ingresso, forse utilizzata come portalampada, sul quale è scolpito un rametto di ulivo, probabile riferimento alla patrona della città, santa Oliva. 
La cappella ha una lunghezza di 8 metri per una larghezza di 4, le murature sono realizzate in calcare e tufo e internamente si presenta a navata unica con volte a botte; l'ambiente è illuminato tramite due monofore. Il ciclo di affreschi, che ricopre interamente la cappella, è in stile tardo gotico e risente degli influssi di quelli della scuola romana dell'epoca: questi sono organizzati in scomparti separati tramite colonnine e hanno come tema episodi dell'Antico e Nuovo Testamento, santi e apostoli. In particolare, nell'affresco dell'Annunciazione si legge una frase voluta dal committente Pedro Fernàndez de Frìas:
Sulla controfacciata è dipinto il Giudizio Universale realizzato da Pietro Coleberti, mentre le figure degli Apostoli sono attribuite a un collaboratore di Masolino da Panicale.